# Ненастье (телесериал)
«Нена́стье» — российский многосерийный драматический телевизионный художественный фильм 2018 года режиссёра Сергея Урсуляка, снятый по мотивам одноимённого романа Алексея Иванова. Главные роли сыграли Александр Яценко, Александр Горбатов и Татьяна Лялина.
Премьера состоялась 12 ноября 2018 года на телеканале «Россия-1».
В 2019 году телесериал стал обладателем главного приза Международного фестиваля ТВ- и веб-сериалов Serial Killer в Брно, а на фестивале «Утро Родины» в Южно-Сахалинске актриса Татьяна Лялина получила приз в номинации «Лучшая женская роль» и актёр Александр Горбатов одержал победу в категории «Лучшая мужская роль второго плана».
В 2020 году сериал стал обладателем премии «Золотой орёл» в номинации «Лучший телевизионный сериал (более 10 серий)».

## Сюжет
25 декабря 1999 года в городе Батуеве происходит ограбление инкассаторской машины, похищено свыше 145 000 000 рублей. Грабителем оказывается водитель инкассаторской машины Герман Неволин («Немец»). Вместе с деньгами он прячется в маленьком домике в заброшенной деревне Ненастье, где по просмотрам записей на своей видеокамере вспоминает все события, произошедшие с ним в Афганистане и на протяжении всех 1990-х годов.

## В ролях
- Александр Яценко — Герман Неволин («Немец»), бывший воин-афганец, водитель-инкассатор
- Александр Горбатов — Сергей Васильевич Лихолетов («Лихолет»), бывший прапорщик-афганец, лидер и отец-основатель «Коминтерна»
- Татьяна Лялина — Татьяна Куделина, гражданская жена Германа
- Сергей Маковецкий — Ярослав Александрович («Яр-Саныч») Куделин, тренер, отец Тани
- Дмитрий Куличков — Александр Флёров («Флёр»), коминтерновец
- Александр Кузнецов — Ян Сучилин, коминтерновец
- Александр Голубев — Виктор Басунов, начальник охраны «Коминтерна»
- Павел Ворожцов — Георгий Николаевич Щебетовский, председатель Союза ветеранов-афганцев «Коминтерн»
- Антон Филипенко — Всеволод Дибич, следователь, капитан милиции
- Тарас Епифанцев — Егор Иванович Быченко («Бычегор»), коминтерновец
- Олег Байкулов — Каиржан Уланович Гайдаржи, коминтерновец
- Серафима Красникова — Марина Моторкина, бывшая жена Германа
- Сослан Фидаров — Темур Рамзаев, коминтерновец
- Александр Аноприков — Александр (Саня) Ковылкин, коминтерновец
- Олег Кассин — Гудыня, коминтерновец
- Никита Тезов — Игорь Лодягин
- Валерий Карпов — Владислав (Влад) Танцоров
- Михаил Калиничев — Чеконь
- Арсений Зонненштраль — Рамиль Шамсудинов (Зуфар)
- Анна Котова-Дерябина — Зоя, подруга Тани
- Анастасия Веденская — Алевтина
- Александра Урсуляк — Анастасия (Настя) Флёрова
- Ангелина Поплавская — жена Лодягина
- Сергей Зубенко — Иван Альбертович Свиягин, начальник городской милиции Батуева
- Алексей Дякин — «Бобон», бандит
- Павел Любимцев — Павел Любимцев
- Игорь Гудеев — Георгий (Гоша) Моторкин («Мопед»), коминтерновец
- Наталья Павленкова — директор средней школы Батуева
- Виктор Бабич — начальник железнодорожной станции Ненастье
- Анна Гуляренко — Тамара Ильинична, диспетчер

## Саундтрек
- Эдуард Артемьев — Прощание с Россией
- Татьяна Дасковская — Прекрасное далёко
- Алексей Гориболь (соло на рояле) — Менуэт соль минор (Г.Ф. Гендель)
- Алексей Гориболь (соло на рояле) — Волшебный цветок (из м/ф «Шёлковая кисточка»)
- Сладкий сон — На белом покрывале января
- Муслим Магомаев — Герои спорта
- Женя Белоусов — Девчонка-девчоночка
- Ласковый май — Белые розы
- Space — Souvenir From Rio
- Julio Iglesias — Pauvres Diables (Vous Les Femmes)
- Dalida — Les Hommes De Ma Vie
- Борис Моисеев — Дитя порока; Танго-кокаин
- Army of Lovers — Crucified
- Ногу свело! — Хару Мамбуру
- Евгений Нестеренко — Ленин всегда с тобой
- Комбинация — Два кусочека колбаски; Бухгалтер; Вишнёвая девятка
- На-На — Шляпа; Фаина
- Михаил Боярский — Спасибо, родная
- Мираж — Музыка нас связала
- Попугай — Зелёные лосины
- Колибри — Женские штучки
- Иванушки International — Колечко
- Сурганова и оркестр — Цветы и звёзды (Уже не вернусь)
- Микаэл Таривердиев — Снег над Ленинградом
- Наталия Власова — На тебя обиделась
- Варвара Визбор — А зима будет большая…

## Производство
Сериал снимался в нескольких городах: Нижнем Тагиле, Электростали, Ногинске, Волгограде, Угличе, Ярославле и Москве, а также в Марокко. Эпизоды про Афганскую войну снимали в Симферополе.

## Реальные события и прототипы
- В основе сюжета сериала лежит реальное событие, произошедшие в Перми в 2009 году — ограбление инкассаторов Сбербанка.
- В телесериале показаны реальные события, произошедшие в Екатеринбурге в 1992 году, когда «афганцы» захватили более 350 квартир в 9-этажных домах № 55 и 57 на улице Таганской.
- Реальную основу имели эпизоды сериала, в которых были показаны действия «афганцев» после ареста первого председателя «Коминтерна» Лихолетова — захват железнодорожной станции Ненастье. В 1993 году, чтобы добиться освобождения из СИЗО своего лидера Владимира Лебедева, «афганцы» захватили железнодорожную станцию Палкино и 2 дня не пропускали по ней поезда[5].
- Прототипом Германа Неволина («Немец») является Александр Шурман (род. 1973), не служивший в Афганистане, но служивший по контракту в спецназе и участвовавший в военном конфликте в Боснии и Герцеговине[6][7].
- Вероятными прототипами Сергея Васильевича Лихолетова («Лихолет») являются:
  - Владимир Лебедев (1962—1998), первый председатель свердловского отделения Российского Союза ветеранов Афганистана (СОО РСВА).
  - Михаил Лиходей (1952—1994), председатель Российского фонда инвалидов войны в Афганистане.
- Вероятными прототипами Егора Ивановича Быченко («Бычегор») являются:
  - Виктор Касинцев (1959—1994), в 1993—1994 годах исполнявший обязанности председателя СОО РСВА.
  - Евгений Петров (род. 1969), в 1995—2000 годах — председатель СОО РСВА[8].